# 山城青谷駅
山城青谷駅（やましろあおだにえき）は、京都府城陽市市辺五島にある、西日本旅客鉄道（JR西日本）奈良線の駅である。駅番号はJR-D14。

## 歴史
- 1926年（大正15年）2月13日：奈良線の長池駅 - 玉水駅間に、青谷梅林仮停留場として開業[3]。
- 1933年（昭和8年）12月1日：正式な駅に昇格。同時に山城青谷駅に改称[4]。
- 1972年（昭和47年）4月1日：貨物の取り扱いを廃止[3]。
- 1984年（昭和59年）10月20日：駅員無配置駅となる[5]。荷物扱い廃止[3]。
- 1987年（昭和62年）4月1日：国鉄分割民営化により、西日本旅客鉄道（JR西日本）の駅となる[3]。
- 1995年（平成7年）9月：コミュニティセンター併設の旧駅舎完成[6]。
- 1999年（平成10年）1月26日：自動改札機を設置し、供用開始[7]。
- 2003年（平成15年）11月1日：ICカード「ICOCA」の利用が可能となる[8]。
- 2018年（平成30年）3月17日：駅ナンバリングが導入され、使用を開始[9]。
- 2022年（令和4年）7月23日：橋上駅舎および自由通路の供用を開始[10][11]。
- 2023年（令和5年）4月3日：駅東側交通広場が完成[12]。

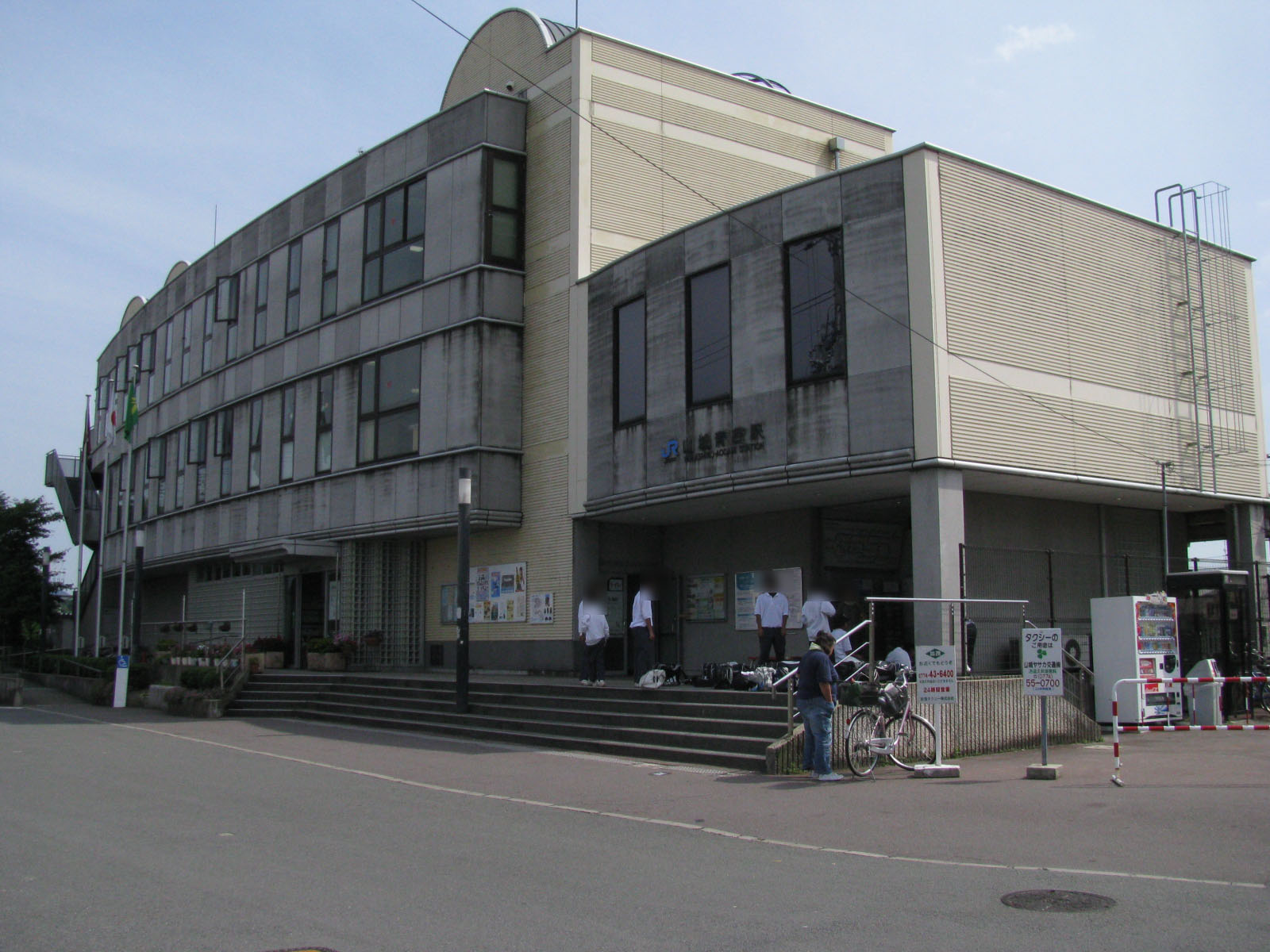
旧駅舎（2008年7月）
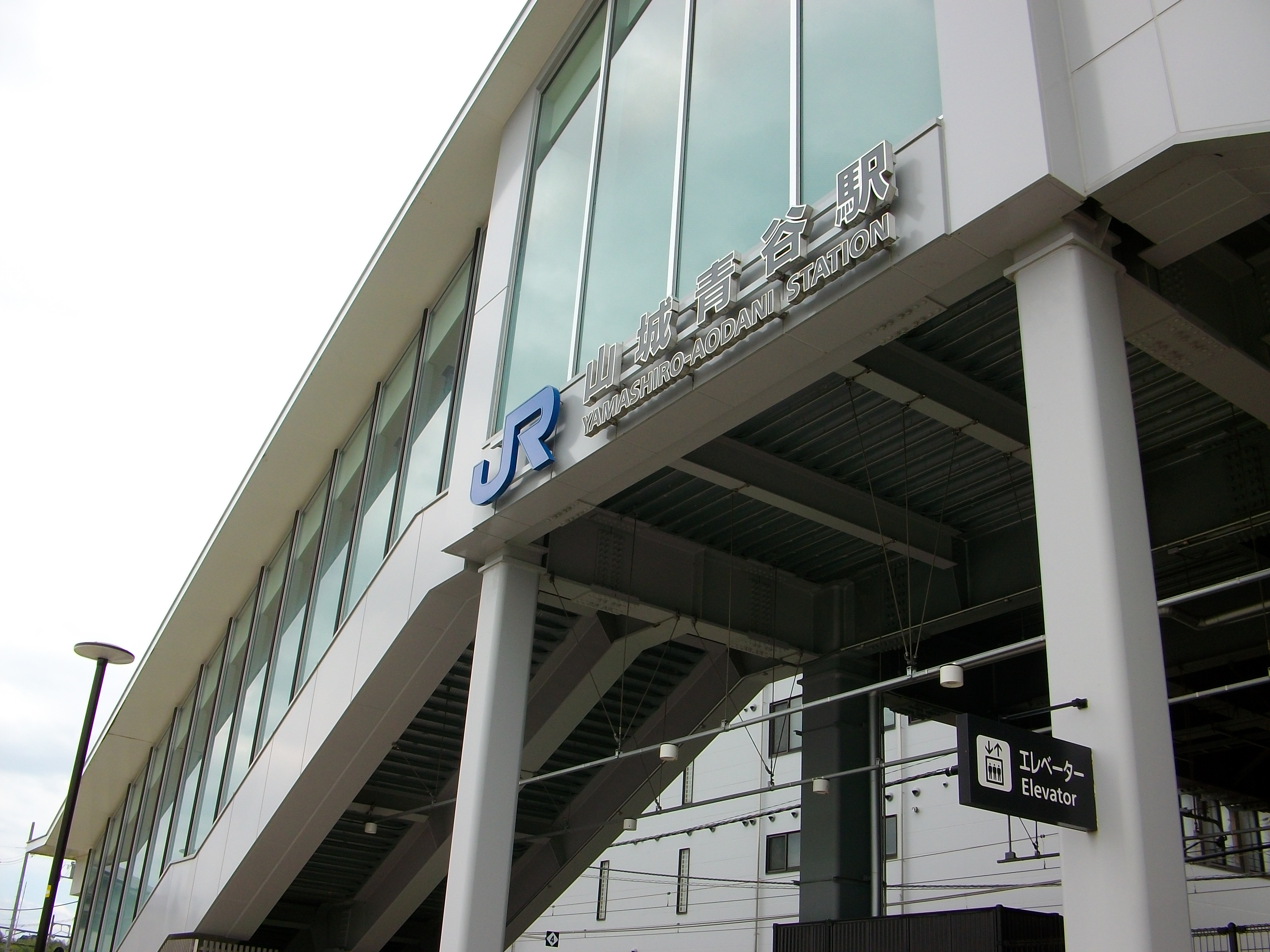
西口（2025年8月）

## 駅構造
相対式ホーム2面2線を持つ行違い可能な地上駅で、橋上駅舎を有する。コンコースは駅の東西を結ぶ自由通路を兼ね、東西に改札内外共用のエレベータが設置されている。2022年（令和4年）7月23日に供用を開始した駅舎のデザインは、屋根の部分は青谷の山並み、列柱は梅の木立をモチーフとしている。1階東側に公衆トイレがある。この自由通路により駅西側へ行く際に踏切を渡る必要がなくなった。
宇治駅が管理し、JR西日本交通サービスが駅業務を受託している業務委託駅である。日中は普通列車同士の交換がある（2016年3月現在）。
自動改札機は簡易式で、ICカード乗車券「ICOCA」が利用することができる（相互利用可能ICカードはICOCAの項を参照）。
上記通り、業務委託駅だが駅員は終日配置されてはいない。

### のりば
| のりば | 路線   | 方向 | 行先           |
| ------ | ------ | ---- | -------------- |
| 1      | 奈良線 | 上り | 宇治・京都方面 |
| 2      | 奈良線 | 下り | 木津・奈良方面 |

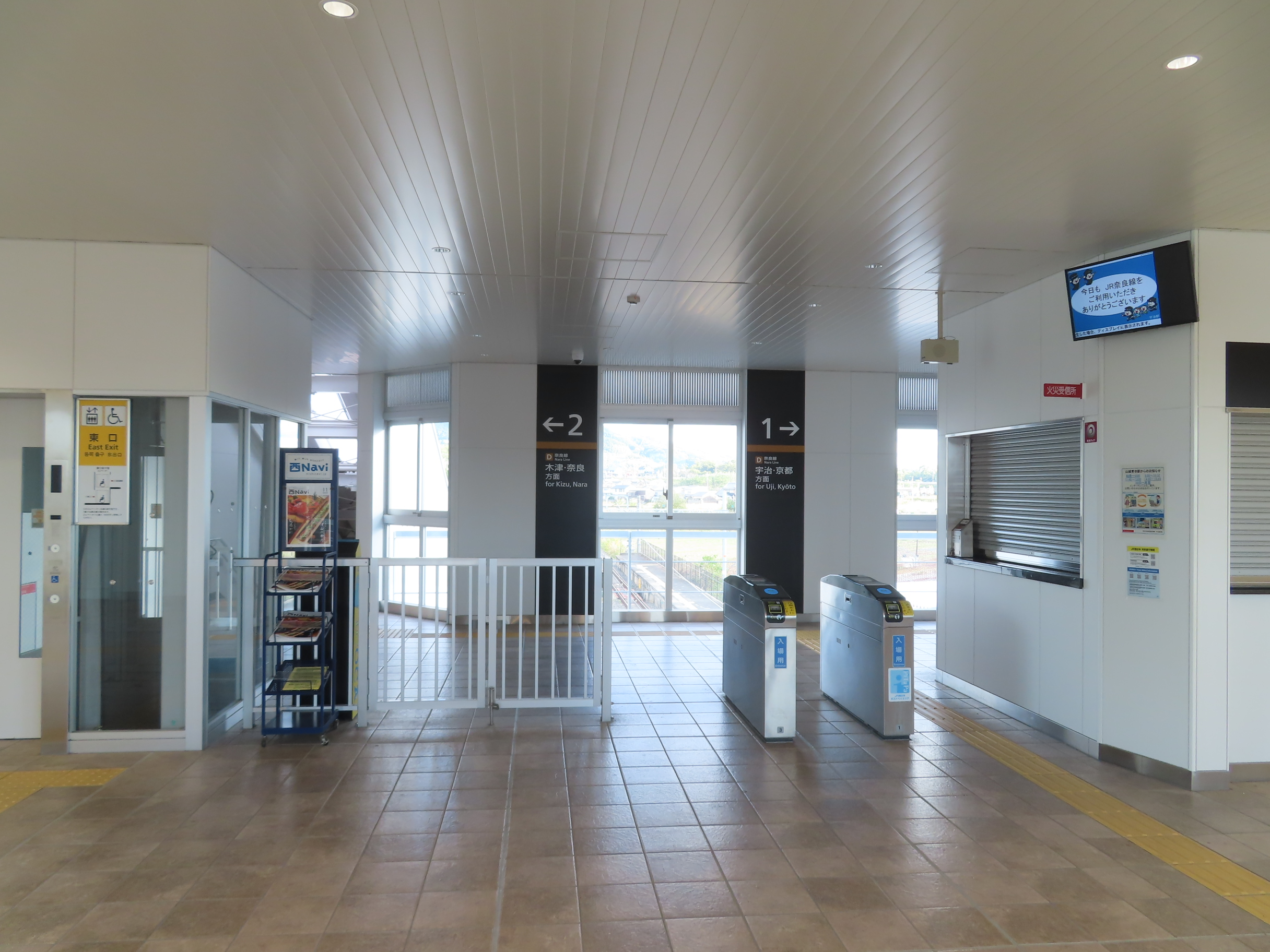
改札口（2023年10月）
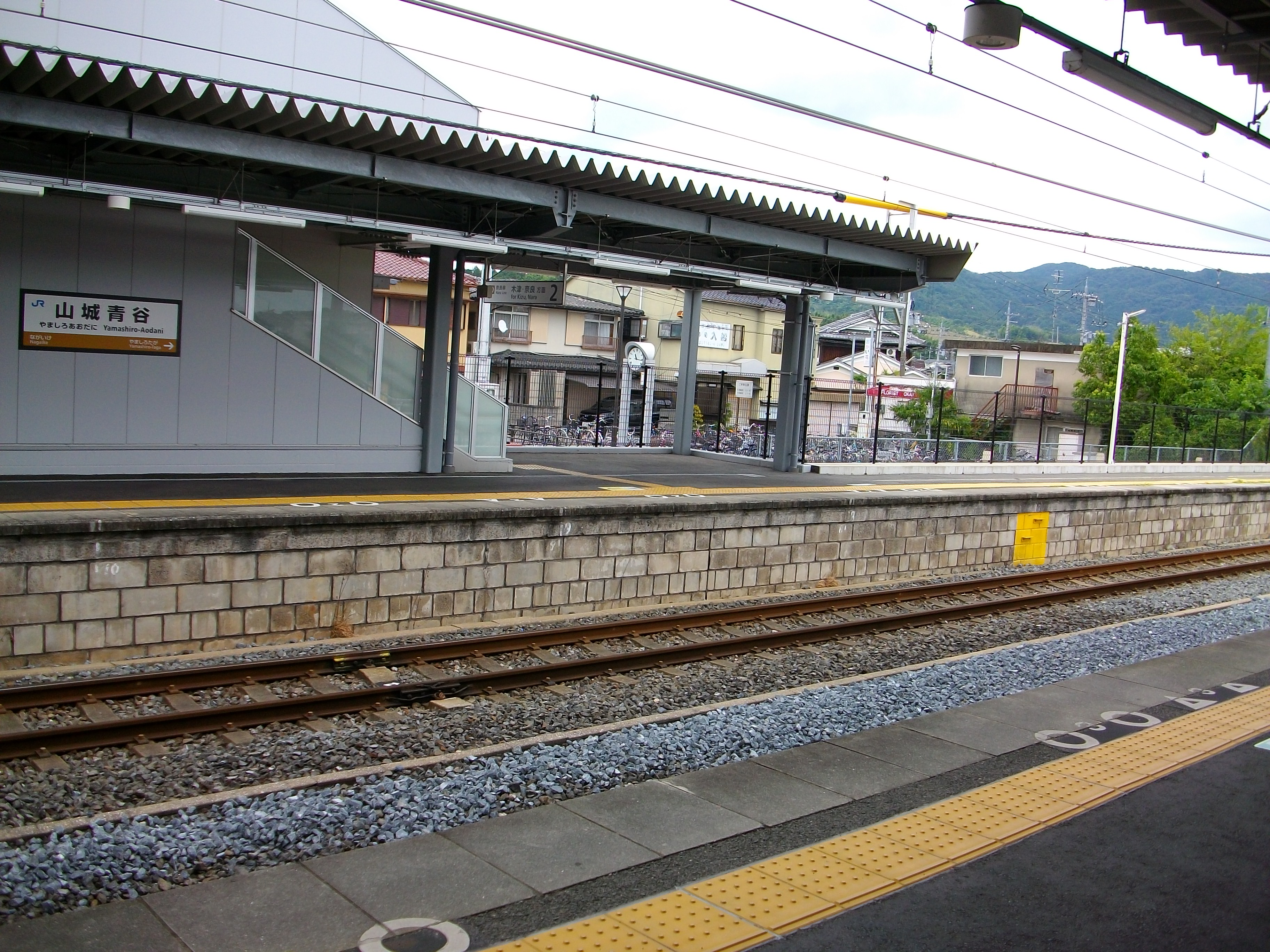
ホーム（2025年8月）
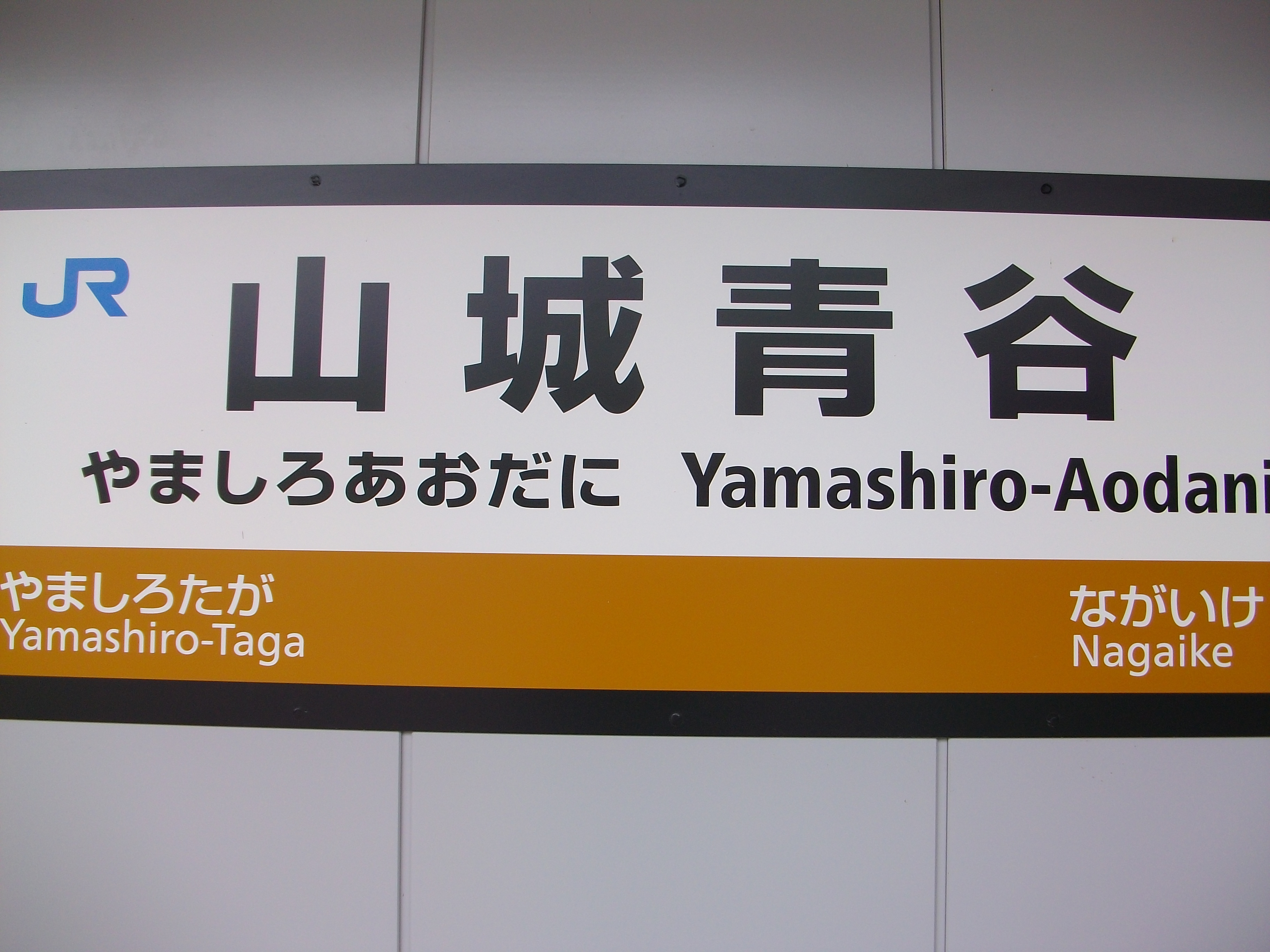
駅名標（2025年8月）

## 利用状況
JR西日本の移動等円滑化取組報告書によれば、2023年度の1日当たりの利用者数は1,724人。京都府統計書によると、1日の平均乗車人員は以下の通りである。
| 年度   | 一日平均 乗車人員 |
| ------ | ----------------- |
| 1999年 | 1,088             |
| 2000年 | 1,055             |
| 2001年 | 1,090             |
| 2002年 | 1,014             |
| 2003年 | 1,047             |
| 2004年 | 1,038             |
| 2005年 | 1,038             |
| 2006年 | 1,019             |
| 2007年 | 993               |
| 2008年 | 1,027             |
| 2009年 | 992               |
| 2010年 | 975               |
| 2011年 | 975               |
| 2012年 | 986               |
| 2013年 | 959               |
| 2014年 | 956               |
| 2015年 | 954               |
| 2016年 | 959               |
| 2017年 | 967               |
| 2018年 | 945               |
| 2019年 | 921               |
| 2020年 | 759               |
| 2021年 | 792               |
| 2022年 | 855               |

## 駅周辺
2014年（平成26年）3月に城陽市が策定した「山城青谷駅周辺整備基本計画」をもとに、西側駅前広場及び国道24号から駅をつなぐ都市計画道路新青谷線の整備が進められており、2022年度（令和4年度）末に完成予定。また、駅北側の中村踏切の拡幅及び踏切東側三叉路のロータリー交差点化については、2023年度（令和5年度）末に完成予定である。
- カトリック青谷教会
- 青谷郵便局
- 青谷コミセン - 旧駅舎に併設されていた[1]。
  - 城陽市立図書館青谷コミュニティセンター図書室
- 城陽市立青谷小学校
- スーパー山田屋 青谷店
- 青谷梅林
- 中天満神社
- 京都府立城陽支援学校
- 京都府立城陽障害者高等技術専門校
- 城陽作業所
- 国立病院機構南京都病院

### バス路線
「JR山城青谷駅」停留所にて、城陽市青谷方面乗合タクシーが発着する。
- 城陽市役所 / 多賀口

## 隣の駅
西日本旅客鉄道（JR西日本）
 奈良線
■みやこ路快速・■快速
通過
■区間快速・■普通
長池駅 (JR-D13) - 山城青谷駅 (JR-D14) - 山城多賀駅 (JR-D15)